# 延岡市立三川内小中学校
延岡市立三川内小中学校（のべおかしりつみかわうちしょうちゅうがっこう）は、宮崎県延岡市北浦町三川内にある延岡市立小中一貫校の通称名。延岡市立三川内小学校と延岡市立三川内中学校から構成される。

## 概要
延岡市北浦町三川内に位置する。

## 沿革

### 略歴
延岡市立三川内小中学校は、2015年4月より延岡市立三川内小学校と延岡市立三川内中学校と施設を一体化し、小中一貫教育を開始した。

### 年表

#### 延岡市立三川内小学校
- 1872年（明治５年） - 三川内小学校開校
- 1929年（昭和4年） - 三川内、歌糸両尋常小学校が統合され、第二北浦尋常小学校と改称
- 1930年（昭和5年） - 現在地に新校舎新築落成
- 1941年（昭和16年） - 国民学校令施行により、第二北浦国民学校と改称する
- 1947年（昭和22年） - 学校教育法施行により、第二北浦小学校と改称する
- 1949年（昭和24年） - 北浦村立三川内小学校と改称
- 1968年（昭和43年） - 鉄筋校舎落成。校歌・校旗制定
- 1972年（昭和47年） - 北浦町立三川内小学校と改称
- 1974年（昭和49年） - 下塚分校新校舎落成
- 1979年（昭和54年） - 下塚分校を廃校し、本校に統合
- 2006年（平成18年） - 市町村合併により、延岡市立三川内小学校と校名変更
- 2014年（平成27年） - 中学校との一貫校を控え、各教室・職員室・校長室・保健室・図書室等改造

#### 延岡市立三川内中学校
- 1947年（昭和22年） - 北浦中学校三川内分校として開設
- 1955年（昭和30年） - 北浦村立三川内中学校として独立
- 1966年（昭和41年） - 新校舎完成
- 1972年（昭和47年） - 北浦町立三川内中学校と改称
- 1979年（昭和54年） - ホタルの研究で県教育長賞受賞
- 1980年（昭和55年） - 創意工夫育成功労学校として科学技術庁長官賞受賞
- 1983年（昭和58年） - 県中体連総合体育大会卓球男子団体優勝
- 1992年（平成4年） - 県中体連秋季大会弓道女子個人優勝
- 1992年（平成4年） - シンガポール親善使節団来校（1997年も来校）
- 2006年（平成18年） - 市町村合併により、延岡市立三川内中学校と校名変更
- 2008年（平成20年） - 河川・海岸愛護団体として県知事賞受賞
- 2010年（平成22年） - 文部科学大臣優良PTA団体表彰受賞
- 2012年（平成24年） - 全国野生生物保護実績発表大会文部科学大臣奨励賞受賞

#### 延岡市立三川内小中学校
- 2015年　小中一貫校として延岡市立三川内小中学校が開校

## 学校教育目標
- ふるさとを愛し、豊かな心で自ら学び、実践する子どもの育成

## 学校行事
| - 4月 入学式・始業式 - 5月 - 6月 | - 7月 終業式 - 8月 - 9月 始業式 | - 10月 - 11月 - 12月 終業式 | - 1月 始業式 - 2月 - 3月 卒業式・終業式 |

## 通学区域
- 延岡市
  - 北浦町三川内[3]

「特認校」制度の適用を受け、上記区域以外の延岡市内からの通学も認められる。

## 交通
- コミュニティバス三川内線 「三川内」下車

## 関係者

### 出身者
- 日高勝三郎(2016年～全国素材生産業協同組合連合会会長)